# Ilham Al-Qaradawi

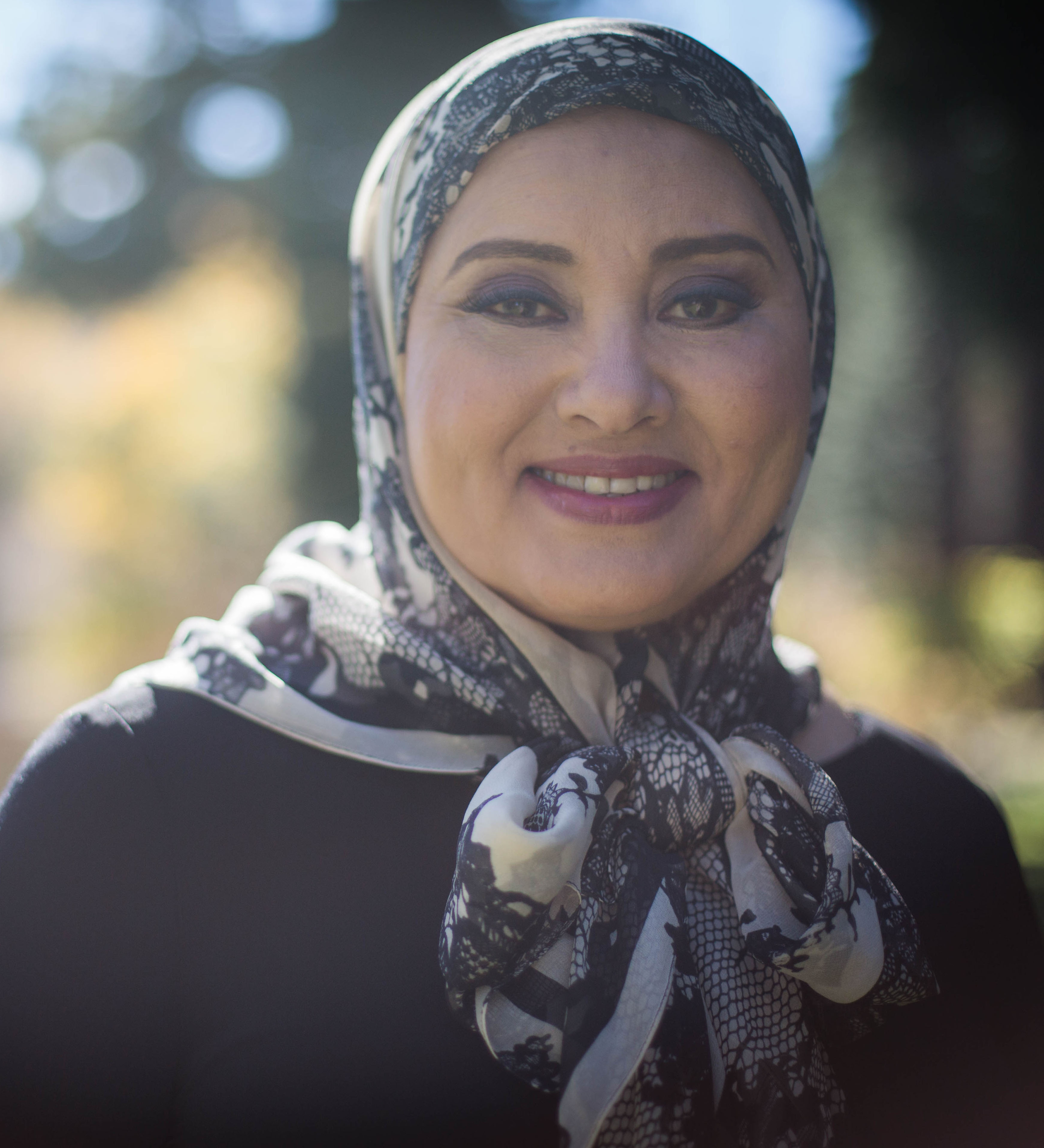

Ilham Al-Qaradawi (arabisch إلهام القرضاوي, DMG Ilhām al-Qaraḍāwī; * 19. September 1959 in Sebennytos, Ägypten) ist eine katarische Professorin für Positronen- und Strahlenphysik an der Universität von Katar und Lehrbeauftragte für Physik an der Texas A&M University in Katar.
Sie ist die Tochter des ägyptischen muslimischen Gelehrten Yusuf Al-Qaradawi.
Sie ist bekannt für ihre Arbeit auf dem Gebiet der Positronenphysik, wo sie die ersten Einrichtungen für langsame Positronenstrahlen im Nahen Osten einrichtete. Sie trat im Nachrichtensender Al-Jazeera auf, um verschiedene Probleme der Kernenergie in der Welt anzusprechen.